# La Chapelle-Bâton (Vienne)
 La Chapelle-Bâton  es una población y comuna francesa, situada en la región de Poitou-Charentes, departamento de Vienne, en el distrito de Montmorillon y cantón de Charroux.

## Demografía
| 721 | 634 | 557 | 507 | 487 | 390 |
| Para los censos de 1962 a 1999 la población legal corresponde a la población sin duplicidades (Fuente: INSEE [Consultar]) |     |     |     |     |     |